# Championnat du monde d'échecs 1910 (Lasker-Schlechter)
Pour les articles homonymes, voir Championnat du monde d'échecs 1910.

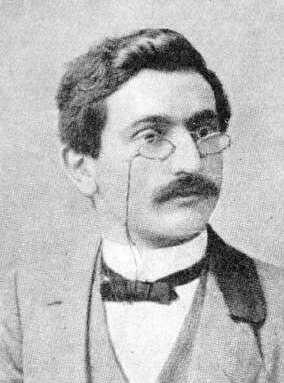
Emanuel Lasker

Le championnat du monde d'échecs 1910 a vu s'affronter l'Allemand Emanuel Lasker, tenant du titre, et l'Autrichien Carl Schlechter à Vienne du 7 au 24 janvier (cinq premières rondes) et à Berlin, du 29 janvier au 10 février 1910 (rondes six à dix). Le match a fini par une égalité qui a permis à Lasker de conserver son titre.

## Résultats
Le match est au meilleur des 10 parties.
|                 | 1 | 2 | 3 | 4 | 5 | 6 | 7 | 8 | 9 | 10 | Points |
| --------------- | - | - | - | - | - | - | - | - | - | -- | ------ |
| Carl Schlechter | ½ | ½ | ½ | ½ | 1 | ½ | ½ | ½ | ½ | 0  | 5      |
| Emanuel Lasker  | ½ | ½ | ½ | ½ | 0 | ½ | ½ | ½ | ½ | 1  | 5      |

## Statut et conditions du match
Le match est généralement considéré comme un championnat du monde, mais certaines sources en doutent en raison de son étrange résultat. J. R. Buckley indique, dans l'American Chess Bulletin, que ce match en 10 parties n'était pas réellement un championnat du monde, mais l'éditeur ajoute au bas de l'article que Lasker lui a confirmé que le titre était bel et bien en jeu.
Dans l'Encyclopaedia of Chess, Sunnucks décrit le match comme un prétendu match de championnat.
Dans Le Guide des échecs, Nicolas Giffard n'émet pas de doute quant à l'enjeu du match, mais note qu'en cas de victoire du challenger, un match revanche était requis avant que ce dernier puisse être considéré comme le nouveau champion du monde.
Lasker a obtenu le match nul en remportant la dernière partie du match. Il est possible que Schlechter ait eu besoin de deux points d'avance pour remporter le titre, et n'avait donc d'autre choix que de jouer pour le gain dans la dernière partie, dans laquelle il a d'abord manqué un gain, puis une nulle avant de perdre la partie.
Les historiens sont divisés sur la question de savoir si cette marge de deux points était requise. Al Horowitz, Nicolas Giffard et F. Wilson considèrent que cette marge était bien d'application,,. Graeme Cree indique qu'en dépit de preuve formelle, il existe des présomptions de l'existence de cette marge
Cependant, Lasker indique lui-même, deux jours avant la fin du match qu'il était probable qu'il perde ce match et le titre, ce qui implique qu'il s'agissait bien d'un match de championnat du monde et que, d'autre part, la marge de deux points n'était pas d'application.

## Parties remarquables
- Schlechter - Lasker, 5e partie, 1-0

- Schlechter - Lasker, 7e partie, ½-½

1. e4 c5 2. Cf3 Cc6 3. d4 cxd4 4. Cxd4 Cf6 5. Cc3 g6 6. Fc4 d6 7. Cxc6 bxc6 8. e5 Cg4 9. e6 f5 10. 0-0 Fg7 11. Ff4 Db6 12. Fb3 Fa6 13. Ca4 Dd4 14. Dxd4 Fxd4 15. c4 0-0 16. Tad1 Ff6 17. Tfe1 g5 18. Fxd6! exd6 19. Txd6 Fe5 20. c5! Tfe8 21. g3 Ff6 22. Txc6 Fb7 23. Tc7 Fe4 24. Cc3 Fxc3 25. bxc3 Ce5 26. Td1 Cf3+ 27. Rf1 Cxh2+ 28. Re1 Cf3+ 29. Re2 Ce5 30. Tdd7! f4 31. Tg7+ Rh8 32. Txg5 Fd3+ 33. Rd1 fxg3! 34. fxg3 Cg6 35. Td5 Fe4 36. Td6 Ff5 37. Fd5 Tab8 38. c6 Cf8 39. Tb7 Tbc8! 40. e7 Cg6 41. Ff7 Txe7 42. Fxg6 Fg4+! 43. Rc1 Te1+ 44. Rb2 hxg6 45. Txg6 Ff5 46. Tf6 Fe4 47. Txa7 Tb1+ 48. Ra3 Fxc6 et les deux joueurs convinrent de la partie nulle.
- Lasker - Schlechter, 10e partie, 1-0